# Paul Xuereb
Pour les articles homonymes, voir Xuereb (patronyme).
Paul Xuereb, né le 21 juillet 1923 à Rabat et mort le 6 septembre 1994, est un homme d'État maltais. Il est président par intérim du 15 février 1987 au 4 avril 1989.

## Biographie
Il fait ses études de journalisme, d'économie politique et en sciences politiques au Regent Street Polytechnic à Londres. Il retourne à Malte en 1950 et prend le poste de directeur général de Fardex Trade Development Company (Malte) Ltd. En 1958, il rejoint le ministère de l'Éducation en tant que maître invité au Lyceum. En 1959, Xuereb rejoint la Freedom Press en tant que rédacteur littéraire et rédacteur en chef adjoint de l'organe du Parti travailliste The Voice of Malta jusqu'en 1964, date à laquelle il est nommé directeur général de la maison d'édition du parti. 
Il entre en politique en 1962 lors des élections législatives où il est élu député et conserve son siège aux élections de 1966, 1971, 1976 et 1981. Il est ministre du Cabinet entre 1971 et 1976. En juillet 1986, il est élu président de la Chambre des représentants.
Xuereb est nommé par le Premier ministre président de la République par intérim, après la fin du mandat d'Agatha Barbara et prête serment le 16 février 1987. Il assure ses fonctions jusqu'au 4 avril 1989, quand lui succède Ċensu Tabone.
Une statue en bronze conçue par le sculpteur défunt Anton Agius est érigée dans les jardins de Howards, juste à l'extérieur des bastions de Mdina en l'honneur de Paul Xuereb.